# ستيفان ميلوجيفيتش (لاعب كرة قدم)
ستيفان ميلوجيفيتش (6 فبراير 1989 - ) هو لاعب كرة قدم صربي في مركز الوسط. لعب مع برمنغهام سيتي ونادي شينوا ونادي غيلانغ إنترناشونال ونادي موناكو ووودلاندز ويلينغتون وGeylang International FC ‏ وUSC Corte ‏ ورابيد دو منتون ‏.

## وصلات خارجية
- ستيفان ميلوجيفيتش (لاعب كرة قدم) على موقع قاعدة بيانات كرة القدم.إي يو (الإنجليزية)
- ستيفان ميلوجيفيتش (لاعب كرة قدم) على موقع Soccerway.com (الإنجليزية)